# Eduardo Milán
Eduardo Félix Milán (Rivera, 27 de julio de 1952) es un poeta, ensayista y crítico literario uruguayo radicado en México.

## Trayectoria
En 1979 emigra a México por cuestiones políticas (La dictadura militar había encarcelado a su padre), y reside desde ese entonces en dicho país.
Sobre sus influencias literarias, relata:

poesía norteamericana sobre todo, la poesía de la generación de los modernos: Williams, Pound, Cummings, Stevens, Eliot vino después. (...) Paralelamente leía mucho a Kafka, quien me planteaba un mundo negro. Ahí creo que aprendí que el mundo, el orden, no lo era todo. Existía un imaginario prometedor, una especie de fiesta imaginaria: eso era la poesía. Esa otra realidad adquiere fuerza mediada por unas lecturas muy precisas, muy cercanas geográficamente: la de los poetas brasileños. El brasileño es mi lengua materna. Pero lo que me tocó no fue el lirismo también festivo de Brasil, sino el lirismo riguroso, no festivo, de la poesía concreta.

Colaboró en varios medios gráficos, entre ellos la revista Vuelta, dirigida por Octavio Paz, donde fue columnista regular entre 1987 y 1992.

## Obras

### Poemarios
- Cal para primeras pinturas. Montevideo: Aquí Poesía 47, 1973.
- Secos & mojados. Montevideo: Ediciones de la Banda Oriental - Colección Reconquista 51, 1974.
- Estación, estaciones. Montevideo: Ediciones de la Banda Oriental, 1975.
- Esto es. Montevideo: Imprenta García, 1978.
- Nervadura. Barcelona: Ediciones del Mall, 1985.
- Cuatro poemas. Málaga: Torre de las Palomas, 1990.
- Cinco poemas. Canarias: Revista Syntaxis, 1990.
- Errar. México: El Tucán de Virginia, 1991. Segunda edición: Caracas, Fondo editorial Pequeña Venecia, 1993. Tercera edición: Montevideo, Ediciones de la Banda Oriental, 1997 . Cuarta edición: Saltillo Secretaría de Cultura de Coahuila, publicado junto conVacío, nombre de una carne, 2012.
- La vida mantis. México: El Tucán de Virginia, 1993.
- Nivel medio verdadero de las aguas que se besan. Madrid: Ave del Paraíso - Colección Es Un Decir 2, 1994.
- Circa 1994. México: Consejo Nacional para la Cultura y las Artes - Práctica mortal, 1994.
- Algo bello que nosotros conservamos. México: Ditoria, 1995.
- Son de mi padre. México: Arlequín - Poesía 8, 1996.
- Alegrial. Madrid: Ave del Paraíso - Colección Es Un Decir 12, 1997.
- Razón de amor y acto de fe. Madrid: Visor de poesía, 2001.
- Cosas claras. Guadalajara: Cuadernos Filo de Caballos 17, 2001.
- Ostras de coraje. Cosas claras. Saltillo: Instituto Coahuilense de Cultura - Colección el Fulgor 3, 2003.
- Ganas de decir. Prólogo de Roberto Appratto. Montevideo: Librería Linardi y Risso, 2004.
- Habrase visto. Montevideo: Artefato, 2004.
- Unas palabras sobre el tema. México: Los Libros del Umbral - Colección El Naranjo 6, 2005.
- Papeles de la casa. México: Casa López Velarde, 2005.
- Habla (noventa poemas). Valencia: Pre-Textos, 2005.
- Acción que en un momento creí gracia. Prólogo de Jorge Riechmann. Tarragona: Igitur, 2005.
- Por momentos la palabra entera. Prólogo de Jorge Riechmann. Santa Cruz de Tenerife: Idea - Colección Atlántica, 2005.
- Índice al sistema del arrase. Santa Cruz de Tenerife: Baile del Sol, 2007.
- Dicho sea de paso. México: Ditoria, 2008.
- Hechos polvo. Imágenes de Gabriela Gutiérrez Ovalle. Escuela de Arte y Superior de Diseño de Mérida, 2008.
- El camino Ullán, seguido de Durante. Madrid: Amargord, 2009.
- Silencio que puede despertar. Benalmádena, España. EDA Libros, 2009.
- Obvio al desnudo. Colofón de R. Appratto. Monterrey: Universidad  Autónoma de Nuevo León - Colección Palabra En Poesía, agosto 2009.
- Vacío, nombre de una carne. Montevideo: Editorial Hum, 2010.Segunda edición: Saltillo, Secretaría de Cultura de Coahuila, publicado junto con Errar", 2012.
- Desprendimiento. León: Ediciones Leteo, Colección Azul de Metileno, 2011.
- Donde no hay. Madrid: Amargord, 2012.
- Donde no hay. México: MaNgOs de HaChA, 2014.
- En suelo incierto, ensayos (1990-2006). México: FCE, 2014.

### Selecciones
- Al margen del margen (Antología 1975-1991). Edición y selección de Aurelio Major. México: Universidad Autónoma Metropolitana - Colección Margen de poesía 3, 1991, 39 pp.
- Antología poética [1975-1997]. México: Aldus - Colección Aldus Poesía, 1997, 122 pp. ISBN 968-6830-71-5
- Querencia, gracia y otros poemas. Selección y prólogo de Nicanor Vélez. Barcelona: Galaxia Gutenberg - Círculo de lectores, 2003.
- De este modo se llena un vacío (Antología). México: Universidad Autónoma de la Ciudad de México - Colección Poesía, 2006.
- Habrá tenido lugar. Antología 1975-2008. Montevideo: Biblioteca Nacional, 2008.
- Derrotero. Sentido de un destino. Madrid: Amargord - Colección Once de poesía y ensayo, 2014.

### Poesía completa
- Manto [poesía completa 1975-1997]. México: Fondo de Cultura Económica - Colección Tierra Firme, 1999, 261 pp. Contiene: Estación estaciones, Esto es, Nervadura, Cuatro poemas, Errar, La vida mantis, Nivel medio verdadero de las aguas que se besan, Algo bello que nosotros conservamos, Circa 1994, Son de mi padre, Alegrial, El nombre es otro y Dedicado a lo que queda. ISBN 968-16-5400-5

### Versiones a otros idiomas
- Estação da Fábula: poemas de Eduardo Milán. Tradução de Claudio Daniel. Edição bilingüe. São Paulo: Fundação Memorial da América Latina, 2002. 77 pp. ISBN 85-85373-35-0
- Selected poems. Bilingual edition. Edited by Antonio Ochoa. Translated from Spanish by John Oliver Simon, Patrick Madden & Steven Stewart. Bristol: Shearsman Books, 2012. 150pp. ISBN 978-1-84861-200-6

### Traducción
- De Campos, Haroldo. Transideraciones. Transiderações. (Antología poética). Edición bilingüe. Recopilación y traducción de Manuel Ulacia y E. M. Prólogo de E. M. México: El Tucán de Virginia - Fundación Octavio Paz - Consejo Nacional para la Cultura y las Artes - Colección Los Bífidos, 1987. Segunda edición: 2000. ISBN 978-96-8511-701-2

### Antologías críticas
- Prístina y última piedra: antología de poesía hispanoamericana presente. México: Aldus - Aldus Poesía, 1999. En colaboración con Ernesto Lumbreras.
- Gelman, Juan. Pesar todo. Antología. Selección, compilación y prólogo de E. M. México: Fondo de Cultura Económica - Colección Tierra Firme, 2001.
- Las ínsulas extrañas. Antología de poesía en lengua española (1950-2000). Barcelona: Galaxia Gutenberg - Círculo de lectores, 2002. En colaboración con Blanca Varela, José Ángel Valente y Andrés Sánchez Robayna.
- Pulir huesos. Veintitrés poetas latinoamericanos (1950-1965). Selección y prólogo de E. M. Barcelona: Galaxia Gutenberg - Círculo de Lectores, 2007.
- Westphalen, Emilio Adolfo. Simulacro de sortilegios. Antología poética. Edición y epílogo de E. M. Prólogo de Ina Salazar. Madrid: Huerga & Fierro - Colección Signos Poesía, 2009. ISBN 978-84-8374-783-4

### Crítica literaria
- Una cierta mirada: crónica de poesía. México, UAM - Juan Pablos, 1989.
- Resistir. Insistencias en el presente poético. México: Consejo Nacional para la Cultura y las Arte - Colección Luz Azul, 1994. Segunda edición: México: Fondo de Cultura Económica - Colección Tierra Firme, 2004.
- Una crisis de ornamento. Sobre poesía mexicana. México, Universidad Autónoma de la Ciudad de México, 2012.

### Ensayo
- Sobre la necesidad. Málaga: ¿Y Sí El Cuenco? - Colección El Abanico 2, 2001.
- Trata de no ser constructor de ruinas. Guadalajara: Filo de Caballos - Colección Ensayo 2, 2003.
- Justificación material. Ensayos sobre poesía latinoamericana. México: Universidad de la Ciudad de México, 2004.
- Crítica de un extranjero en defensa de un sueño. Madrid: Huerga & Fierro - La Rama Dorada, 2006.
- Veredas a los modos de un bosque. Montevideo: Biblioteca Nacional, 2009.
- Extremo de escritura. Ensayos poéticos y políticos. Chubut: Espacio Hudson, 2010.
- Visiones de cuatro poemas y el poema que no está. México: MaNgOs de HaChA, 2014.
- En suelo incierto, ensayos (1990-2006). México: FCE, 2014.

## Premios recibidos
- 1997 Premio Nacional de Poesía Aguascalientes por Alegrial.[2]